# Canon de mesa

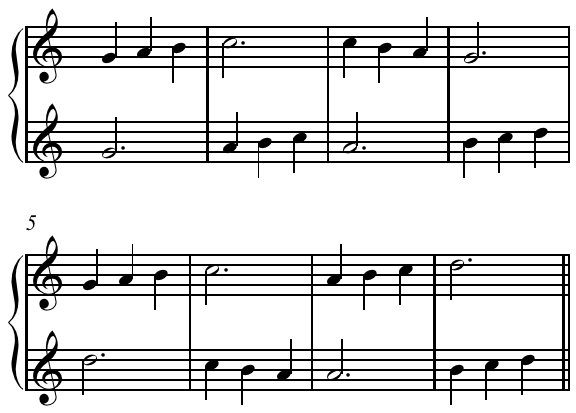
Canon

El canon de mesa es una técnica contrapuntística muy poco utilizada debido a su dificultad. Consiste en escribir un canon por movimiento retrógrado contrario, de modo tal que un ejecutante lee en sentido convencional y el otro dando vuelta la partitura. Se llama así, porque si la partitura se encuentra en una mesa, los ejecutantes pueden leer de ella al mismo tiempo si se encuentran enfrentados. Un ejemplo, es el canon para dos violines de Mozart en sol mayor, llamado Der Spiegel (El espejo). 
- Datos: Q5841408